# Certificato di Lingua Italiana
Certificazione della Conoscenza della Lingua Italiana (CELI) jest egzaminem międzynarodowym z języka włoskiego dla osób, dla których nie jest on językiem ojczystym. 
Egzamin ten organizowany jest przez uniwersytet w Perugii. Składa się z pięciu poziomów, a jego celem jest określenie stopnia opanowania języka.
Egzamin składa się z trzech części:
- Słuchanie i mówienie,
- Czytanie,
- Pisanie.

| Poziom biegłości językowej, określony przez Radę Europy | Poziomy CELI  |
| ------------------------------------------------------- | ------------- |
| Podstawowy : A1 (Elementary) A2 (Pre-Intermediate)      | - CELI 1      |
| Średni: B1 (Intermediate) B2 (Upper-Intermediate)       | CELI 2 CELI 3 |
| Zaawansowany: C1 (Pre-Advanced) C2 (Advanced)           | CELI 4 CELI 5 |

Egzaminy można zdawać w 5 autoryzowanych centrach egzaminacyjnych znajdujących się w Kielcach, Łodzi, Krakowie, Tarnowie i Wrocławiu.